# Nazwa
Nazwa – obok zdania i funktora jedna z trzech głównych kategorii syntaktycznych, wyróżnionych w teorii kategorii syntaktycznych. Nazwa to każde wyrażenie złożone lub proste, które przy danym jego rozumieniu może pełnić funkcję podmiotu lub orzecznika w zdaniu podmiotowo-orzecznikowym. Niekiedy określa się nazwy jako wyrażenia mogące pełnić funkcję podmiotu, nie funkcję podmiotu i orzecznika.
Bardziej ścisłe definicje nazw przedstawili m.in. Tadeusz Kotarbiński i Tadeusz Czeżowski.

Wyrażenie W jest nazwą, gdy bez spowodowania niedorzeczności może zostać użyte jako podmiot lub orzecznik zdania atomowego o budowie x jest X

Wyrażenie W jest nazwą, gdy nadaje się na podmiot i tylko na podmiot

## Klasyfikacja nazw

### Nazwy złożone i proste
Ze względu na budowę wyróżnia się nazwy proste - jednowyrazowe - oraz nazwy złożone - dwu- i więcejwyrazowe. Nazwą prostą jest więc "kłos", "Mikołaj" lub "Mikołaj Kopernik", nazwą złożoną "kłos żyta", "student warszawski, który zabija gołębie", "ogon Mikołaja". Nazwy typu "Mikołaj Kopernik" traktować należy jako proste, tworzące je człony nie stanowią bowiem członów samodzielnych syntaktycznie.

### Nazwy konkretne i abstrakcyjne
Ze względu na kategorię ontyczną desygnatów wyróżnia się nazwy konkretne, które odnoszą się do rzeczy (w tym osób; np. kubek kawy, Wisła, Jean Racine) lub wyobrażeń rzeczy (np. Baba Jaga, jednorożec), oraz nazwy abstrakcyjne, których desygnatami nie są rzeczy, lecz przedmioty należące do innych kategorii ontycznych, takich jak cechy i własności (zieloność), stany rzeczy (spokój), relacje (wyższość) czy zdarzenia (skok ze spadochronem). Niekiedy wyrażenia równokształtne, takie jak np. "więzienie", przy znaczeniu "a" mogą stanowić nazwę abstrakcyjną, przy znaczeniu "b" konkretną.
Z nazwami abstrakcyjnymi wiąże się pewien błąd myślowy, zwany hipostazowaniem: błąd ten polega na dopatrywaniu się w nazwach abstrakcyjnych nazw pewnych rzeczy, uznawaniu, że nazwom typu "sprawiedliwość" towarzyszy pewna rzecz, która "jest sprawiedliwością". Hipostazowanie jest jednym z głównych źródeł powstawania wypowiedzi nonsensownych, typu "sprawiedliwość prowadzi do szczęścia" czy "miłość jest mądrością". Część logików, np. Tadeusz Kotarbiński, uznaje nazwy abstrakcyjne za onomatoidy, zawężając pojęcie "nazwy" wyłącznie do nazw konkretnych.

### Nazwy jednostkowe, ogólne i puste
Desygnat danej nazwy to przedmiot, o którym nazwę tę można zgodnie z prawdą orzec. Ze względu na ilość desygnatów wyróżnia się nazwy jednostkowe o jednym desygnacie (np. najmniejsza dodatnia liczba parzysta - jest to jednocześnie deskrypcja), nazwy ogólne o więcej niż jednym desygnacie (np. człowiek) i nazwy puste, nieposiadające desygnatów (np. człowiek o ujemnym wzroście). Ponadto wyróżnia się nazwy o intencji jednostkowej i nazwy o intencji ogólnej - rozróżnienie to odnosi się głównie do nazw pustych.

### Nazwy indywidualne i generalne
Ze względu na sposób wyodrębniania desygnatów wyróżnia się nazwy indywidualne przysługujące desygnatowi na zasadzie przyjętej konwencji znaczeniowej, niezależnie od właściwości posiadanych przez desygnat (np. Zeus) oraz nazwy generalne, przypisywane desygnatowi ze względu na cechę charakterystyczną dla tego przedmiotu (np. wierszokleta). Nazwa indywidualna przysługuje więc swojemu desygnatowi stale, nazwy generalne jedynie ze względu na aktualne przysługiwanie mu pewnych własności (nazwa generalna "łysy" jest nazwą Sokratesa tylko o ile Sokrates jest łysy, a przestaje być jego nazwą, gdy odzyska włosy). Ze względu na funkcję pełnioną w zdaniu nazwy generalne pełnić mogą funkcję podmiotu i orzecznika, nazwy indywidualne jedynie funkcję podmiotu (np. niepoprawne syntaktycznie jest zdanie "Największe miasto Polski jest Warszawą").
Niekiedy pewne nazwy generalne i indywidualne mają te same desygnaty: np. nazwa generalna "stolica Polski" i nazwa indywidualna "Warszawa".
Nazw generalnych i indywidualnych nie można utożsamiać z językoznawczymi kategoriami nazwy własnej i nazwy pospolitej: nazwy własne typu Zofia przy pewnych znaczeniach słowa "Zofia" mogą stanowić nazwy indywidualne (i dzieje się tak w przypadku tego słowa najczęściej), przy innych generalne (np. w zdaniu "Każda Zofia zostanie Indianinem" - nazwa "Zofia" użyta jest tu w znaczeniu "kobieta, której nadano imię Zofia", jako nazwa zależna od pewnej właściwości desygnatu jest to więc nazwa generalna).
Nazwy indywidualne są nazwami jednostkowymi (nie wszystkie nazwy jednostkowe są jednak nazwami indywidualnymi) lub pustymi. Nie istnieją nazwy indywidualne ogólne. Nazwy generalne mogą być nazwami ogólnymi, nazwami pustymi lub nazwami jednostkowymi.

### Nazwy zbiorowe i nazwy niezbiorowe
Nazwy zbiorowe (kolektywne) - nazwy, których desygnatami są nie poszczególne rzeczy, lecz takie przedmioty, które traktujemy jako agregaty złożone z poszczególnych rzeczy (np. las - agregat drzew, biblioteka - agregat książek, stado - agregat zwierząt)

## Treść nazwy
Inaczej "konotacja" lub "intensja" nazwy. Ogół cech przysługujących wszystkim i tylko desygnatom danej nazwy. Nazwa "kot" konotuje między innymi puchatość i zdolność do miauczenia (jeśli ograniczymy się dla przejrzystości przykładu do kotów "zwykłych", a pominiemy np. odmiany łyse).

## Zakres nazwy. Ostrość zakresu nazwy
Zakresem nazwy N (inaczej "ekstensją" lub "denotacją") nazywamy ogół obiektów, które są desygnatami owej nazwy, czyli takie o których można prawdziwie orzec zdanie: "to jest N".
Nieostrość i ostrość w odniesieniu do nazw ująć można jako cechy denotacji nazwy albo jako cechy samej nazwy, np. za pomocą następujących definicji:
- Jeśli w języku J osoba o znająca znaczenie nazwy P w języku J potrafi dla przedmiotu a rozstrzygnąć, czy przedmiot a stanowi desygnat nazwy P, to zakres nazwy P jest w języku J ostry. Nazwę o ostrej denotacji określa się wtedy jako nazwę ostrą.
- Nazwę P w języku J nazywamy nieostrą, gdy istnieje taki przedmiot a, że ze zbioru postulatów znaczeniowych obowiązujących dla nazwy P w języku J nie wynika ani teza, że przedmiot a jest desygnatem nazwy P, ani teza, że przedmiot a nie jest desygnatem nazwy P.

Zakresem nieostrości nazwy P w języku J nazywamy zbiór wszystkich przedmiotów, dla których nie sposób rozstrzygnąć na podstawie obowiązujących dla nazwy P postulatów znaczeniowych języka J, czy stanowią one desygnaty nazwy P.
Pojęcie nieostrości nazw pozostaje w związku z rozległą problematyką ontologiczną, logiczną i epistemologiczną. Fakt, że istnieją przedmioty, o których nie można orzec ani nazwy a, ani nazwy jej przeciwnej, prowadzić może do wniosku o fałszywości prawa wyłączonego środka. W odniesieniu do tego zagadnienia rozwinęły się trzy główne stanowiska: według pierwszego przedmioty z zakresu nieostrości danej nazwy nie spełniają prawa wyłączonego środka; według drugiego spełniają je, tzn. są one A lub są nie-A, nie można jednak rozstrzygnąć, która z tych możliwości rzeczywiście zachodzi — stanowisko to postuluje więc istnienie zdań zasadniczo nierozstrzygalnych; według trzeciego stanowiska zdania orzekające o przedmiocie należącym do zakresu nieostrości tej nazwy są nonsensami (nie są więc w ogóle zdaniami) — orzekają one bowiem nazwę niezgodnie z warunkami jej stosowalności wyznaczonymi przez odnoszące się do niej postulaty znaczeniowe.

## Funkcje nazw
- znaczenie nazwy – sposób rozumienia tej nazwy w danym języku;
- oznaczanie – nazwa oznacza przedmiot X wtedy i tylko wtedy, gdy orzeka się o niej prawdziwie;
- denotowanie – nazwa przy danym swoim znaczeniu wskazuje na swój zakres;
- konotowanie – nazwa przy danym swoim znaczeniu wskazuje na zbiór cech (treść), które przysługuje wszystkim desygnatom i tylko im.

## Relacje między nazwami ze względu na denotację

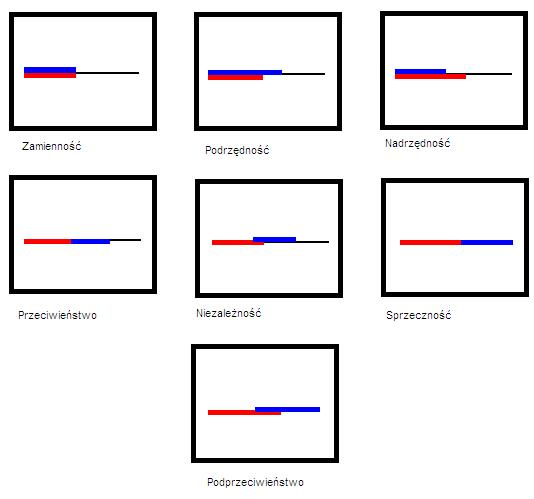

Ten sam przedmiot stanowić może desygnat wielu nazw, np. dane biurko stanowić może desygnat nazw "biurko", "mebel", "rzecz", "przedmiot", "miejsce na notatki Kierkegaarda", "pewna ilość drewna". Zdarza się, że w skład zakresu (denotacji) dwu lub więcej danych nazw wchodzą te same przedmioty, całkiem różne przedmioty, częściowo różne przedmioty — między nazwami zachodzić mogą więc różnorakie relacje ze względu na zbiory ich desygnatów. Znajomość relacji między zakresami nazw jest często koniecznym środkiem analizy logicznej zdań, w których nazwy te występują, a co za tym idzie, warunkiem jej poprawnego zrozumienia.
Prócz pojęcia denotacji jako zbioru desygnatów danej nazwy do analizy relacji między zakresami nazw wprowadza się pojęcie uniwersum przedmiotów (klasy uniwersalnej przedmiotów) oraz pojęcie klasy negatywnej. Klasa uniwersalna przedmiotów to klasa, której elementem jest każdy przedmiot. Denotacja nazwy "klasa wszystkich przedmiotów", gdzie klasa wszystkich przedmiotów traktowana jest jako zbiór w sensie dystrybutywnym wszystkich przedmiotów, pokrywa się z denotacją nazwy "przedmiot". Zbiór w sensie kolektywnym (agregat) wszystkich przedmiotów to wszechświat czy szeroko rozumiana rzeczywistość. Denotacja dowolnej nazwy a jest podzbiorem klasy uniwersalnej przedmiotów. Dopełnienie w obrębie uniwersum przedmiotów wydzielonej z uniwersum przedmiotów denotacji danej nazwy nazywamy jej klasą negatywną. Tak np. dopełnieniem denotacji nazwy "Warszawa", tj. klasą negatywną denotacji nazwy "Warszawa", jest każdy przedmiot nie będący Warszawą przy danym rozumieniu wyrażenia "Warszawa". Nazwy, których denotacjami są klasy negatywne innych nazw, nie występują w języku potocznym: formułuje się je za pomocą tzw. negacji przynazwowej logicznej typu "nie-Warszawa", "nie-samochód", "nie-Trędowata". Klasa uniwersalna stanowi sumę denotacji nazwy a oraz klasy negatywnej denotacji nazwy a.
Wśród relacji między nazwami ze względu na denotację wyróżnić można zamienność, podrzędność, nadrzędność, sprzeczność, podprzeciwieństwo, przeciwieństwo i niezależność.
- Nazwa P jest zamienna względem nazwy Q, gdy denotacje tych nazw pokrywają się, tj. gdy każdy desygnat nazwy P jest zarazem desygnatem nazwy Q, a każdy desygnat nazwy Q jest zarazem desygnatem nazwy P. Zamienne są np. nazwy "krowa" i "zwierzę nad Wisłą, które muczy".
- Nazwa P jest podrzędna względem nazwy Q wtedy, gdy denotacja nazwy P zawiera się w sposób właściwy w denotacji nazwy Q, tj. gdy wszystkie desygnaty nazwy P są zarazem desygnatami nazwy Q. Nazwa "krowa" jest podrzędna względem nazwy "zwierzę, które wydaje dźwięki".
- Nazwa P jest nadrzędna względem nazwy Q, gdy denotacja nazwy Q zawiera się w sposób właściwy w denotacji nazwy P, tj. gdy wszystkie desygnaty nazwy Q są zarazem desygnatami nazwy P. Nazwa "rzeka" jest nadrzędna względem nazwy "rzeka, nad którą od wieków żyją krowy".
- Nazwa P jest przeciwna względem nazwy Q, gdy denotacja nazwy P wyklucza się z denotacją nazwy Q i zarazem suma denotacji nazw P i Q zawiera się w sposób właściwy w uniwersum przedmiotów. Nazwa "krowa" jest przeciwna względem nazwy "rzeka".
- Nazwa P jest niezależna względem nazwy Q, gdy denotacje nazw P i Q krzyżują się, a suma tych denotacji zawiera się w sposób właściwy w uniwersum przedmiotów. Nazwa "krowa" jest niezależna względem nazwy "czarno-białe zwierzę".
- Nazwa P jest sprzeczna względem nazwy Q, gdy denotacja nazwy P wyklucza się z denotacją nazwy Q i zarazem suma denotacji nazw P i Q pokrywa się z uniwersum przedmiotów. Nazwy "krowa" i "nie-krowa" są sprzeczne.
- Nazwa P jest podprzeciwna względem nazwy Q, gdy denotacje nazw P i Q krzyżują się, a suma tych denotacji pokrywa się z uniwersum przedmiotów. Nazwy "krowa" i "nie-czarno-białe zwierzę" są podprzeciwne.

Stosunek przeciwieństwa i stosunek sprzeczności między zakresami nazw określa się łącznie jako stosunek wykluczania się zakresów nazw: w przypadku sprzeczności suma zakresów nazw sprzecznych tworzy klasę uniwersalną przedmiotów, w przypadku przeciwieństwa jej podzbiór. Nazwa "krowa" i nazwa "rzeka" są przeciwne, nie istnieją bowiem przedmioty będące jednocześnie rzekami i krowami — nie są jednak sprzeczne, gdyż istnieją przedmioty nie będące ani krowami, ani rzekami, jak np. ludzie, drzewa i miasta. Stosunek niezależności i podprzeciwieństwa między zakresami nazw określa się łącznie jako stosunek krzyżowania się zakresów nazw: w suma denotacji nazw podprzeciwnych pokrywa się z uniwersum przedmiotów, suma denotacji nazw niezależnych nie pokrywa się z nim.
Jeśli dwie nazwy są w pełni synonimiczne (równoznaczne), to ich denontacje są zamienne. Nie wszystkie nazwy, których denotacje są zamienne, są jednak równoznaczne. Istnieją nazwy o tym samym zakresie, ale o różnym znaczeniu, jak np. nazwa "Warszawa" i nazwa "największe miasto nad Wisłą w roku 2003". Należy więc odróżnić relacje między zakresami nazw i relacje między ich znaczeniami.
Należy także odróżnić relacje między zakresami nazw a relacje między częściami ich desygnatów. Nazwa "Kurpie" nie jest nazwą podrzędną względem nazwy "Mazowsze", ale nazwą przeciwną względem nazwy "Mazowsze". Nazwa "Kurpie" nie jest bowiem desygnatem nazwy "Mazowsze". Podobnie Denotacja nazwy "cały obszar Turcji" nie krzyżuje się z denotacją nazwy "cały obszar Azji", bowiem jedynym desygnatem nazwy "cały obszar Azji" jest cały obszar Azji, zaś azjatycka część obszaru Turcji jest jedynie pewną częścią tego desygnatu. Nie jest podrzędna denotacja nazwy "kierownica samochodowa" względem denotacji nazwy "samochód" - są to nazwy niezależne, gdyż żaden samochód nie jest kierownicą samochodową, żadna kierownica samochodowa nie jest samochodem i istnieją przedmioty nie będące ani samochodami, ani kierownicami samochodowymi.

### Negacja przynazwowa
Za pomocą słowa "nie" i jego odpowiedników przekształca się pewną nazwę w inną nazwę (w odróżnieniu od negacji zdaniowej, gdzie słowo "nie" stanowi funktor zdaniotwórczy od argumentów zdaniowych, a więc przekształca pewne zdanie w inne zdanie). Wyróżnia się przy tym dwa rodzaje negacji przynazwowej: negację przynazwową zleksykalizowaną i negację przynazwową logiczną.
Za pomocą negacji przynazwowej logicznej utworzyć można nazwy przeciwne i sprzeczne z pewną inną nazwą. Negacja przynazwowa logiczna nie występuje w języku potocznym, znajdując zastosowanie np. w analizach logiczno-filozoficznych. Przykładami takich nazw mogą być "nie-kwadrat", "nie-królowa Bona", "nie-przebiegłość".
Negacja przynazwowa zleksykalizowana występuje w języku potocznym w nazwach typu "nieprzyjaciel". Nazwa P2 utworzona za pomocą negacji przynazwowej zleksykalizowanej z nazwy P jest podrzędna względem nazwy P1, utworzonej za pomocą negacji przynazwowej logicznej z nazwy P.